# SF作家一覧
SF作家一覧（エスエフさっかいちらん）
Wikipedia内にリンク先が無い赤字作家含む著作情報は外部リンクの国立国会図書館での検索もご利用ください。

## 日本

### あ行
- 愛内友紀
- 相川英輔
- 秋山完
- 秋山瑞人
- 阿武天風
- 安部公房
- アマサワトキオ
- 新井素子
- 荒巻義雄
- 荒俣宏
- 安野貴博
- 池上永一
- 石川英輔
- 石川宗生
- 石飛卓美
- 石原藤夫
- 泉和良
- 伊藤計劃
- 井上剛
- 入間人間
- 岩本隆雄
- 岩間宏通
- うえお久光
- 上田早夕里
- 空木春宵
- 冲方丁
- 海野十三
- 江坂遊
- 円城塔
- 大場惑
- 小川一水
- 小川哲
- 小川有里
- 大原まり子
- 大熊ふさ子
- 岡崎弘明
- オキシタケヒコ
- 荻野目悠樹
- 押川春浪
- 折輝真透
- 斧田小夜
- 恩田陸

### か行
- 鏡明
- 風間斉
- 梶尾真治
- 片瀬二郎
- 上遠野浩平
- 加納一朗
- 香山滋
- 川又千秋
- 神林長平
- かんべむさし
- 亀和田武
- 菊地秀行
- 北野勇作
- 今日泊亜蘭
- 草上仁
- 草野原々
- 鯨統一郎
- 久美沙織
- 倉田タカシ
- 栗本薫
- 黒石迩守
- 黒沼健
- 河野美奈
- 五代格
- 小林めぐみ
- 小林泰三
- 小松左京
- 今野敏
- 高斎正

### さ行
- 笹本祐一
- 阪上隆庸
- 坂永雄一
- 坂本康宏
- 笹原千波
- 椎名誠
- 式貴士
- 神々廻楽市
- 柴田勝家
- 紫野直子
- 篠田節子
- 篠原ナオミ
- 島野玲
- 下永聖高
- 清水義範
- 新城カズマ
- 須賀しのぶ
- 菅浩江
- 杉村修
- 関戸康之
- 瀬名秀明

### た行
- 高島雄哉
- 高瀬美恵
- 高千穂遙
- 高野史緒
- 高橋総一郎
- 高本恵子
- 高山羽根子
- 滝川羊
- 田中光二
- 田中哲弥
- 田中啓文
- 田中芳樹
- 谷川流
- 谷甲州
- 谷口裕貴
- 津久井五月
- 筒井康隆
- 津守時生
- 東野司
- 飛浩隆
- 豊田有恒
- 豊田巧
- 酉島伝法

### な行
- 中井紀夫
- 仁木稔
- 西尾維新
- 西澤保彦
- 西谷史
- 野尻抱介
- 野田昌宏

### は行
- 長谷敏司
- 早川大介
- 林譲治
- 播磨久男
- 春暮康一
- 半村良
- 伴名練
- 火浦功
- 樋口恭介
- 樋口友二
- 久井啓
- 久永実木彦
- 平井和正
- 平谷美樹
- 広瀬正
- 広瀬隆
- 宏奈和泉
- 福井晴敏
- 福島正実
- 藤井大洋
- 伏見完
- 藤崎慎吾
- 藤田雅矢
- 古橋秀之
- 星新一
- 堀晃
- 堀敏実

### ま行
- 舞城王太郎
- 牧野修
- 牧野圭祐
- 柾悟郎
- 松岡たつる
- 松樹凛
- 松崎有理
- 眉村卓
- 三雲岳斗
- 岬兄悟
- 水見稜
- 光瀬龍
- 宮内悠介
- 宮崎惇
- 宮澤伊織
- 宮西建礼
- 宮部みゆき
- 六冬和生
- 森下一仁
- 森見登美彦
- 森青花
- 森岡浩之
- 門田充宏

### や行
- 矢崎存美（矢崎麗夜）
- 八島游舷
- 矢野徹
- 山尾悠子
- 山口由紀子
- 山下定
- 山田正紀
- 大和真也
- 山野浩一
- 山本弘
- 結城充考
- 夢野久作
- 夢枕獏
- 横田順彌
- 吉川良太郎
- 吉田エン
- 吉田親司
- 吉田直
- 米田淳一

### ら行
- 理山貞二
- 寮美千子
- 蘭郁二郎

### わ行
- 若桑正人
- 渡邊利道

## アジア

### インド
- アショーク・バーンカル (Ashok K Banker)

### 韓国
- カン・ビョンユン
- デュナ
- ペコ（白虎）

### タイ
- ソムトウ・スチャリトカル（S・P・ソムトウ）

### 台湾
- 紀大偉（き だいい、Ji Dawei）
- 張系国（ちょう けいこく、Zhang Xiguo）

### 中国
- 王晋康（おう しんこう、Wan Jinkang）
- 夏笳（か か、Xia Jia）
- 韓松（かん しょう、Han Song）
- 倪匡（げい きょう、Ni Kuang）
- 江波（こう は、Jiang Bo）
- 譚剣（英語版、中国語版）（たん けん、Tan Jian）
- 陳楸帆（ちん しゅうはん、Chen Qiufan）
- 鄭文光（英語版、中国語版）（てい ぶんこう、Zheng Wenguang）
- 童恩正（英語版、中国語版）（どう おんせい、Tong Enzheng）
- 葉永烈（よう えいれつ、Ye Yonglie）
- 劉慈欣（りゅう じきん、Liu Cixin）
- 老舎（ろうしゃ、Laoshe）

### 香港
- 陳浩基（ちん こうき、Chen Haoji）

## 欧米・オセアニア

### 英語圏

#### ア行
- キャサリン・アサロ (Catherine Asaro)
- アイザック・アシモフ (Isaac Asimov)
- ロバート・アスプリン (Robert Asprin)
- クリストファー・アンヴィル(Christopher Anvil)
- ピアズ・アンソニイ (Piers Anthony)
- ポール・アンダースン (Poul Anderson)
- グレッグ・イーガン (Greg Egan)
- ジョン・ヴァーリイ (John Varley)
- ジャック・ヴァンス (Jack Vance)
- ジャック・ウィリアムスン (Jack Williamson)
- ロバート・ムーア・ウイリアムズ (Robert Moore Williams)
- コニー・ウィリス (Constance Elaine Trimmer Willis)
- リチャード・ウィルスン (Richard Wilson)
- ロバート・チャールズ・ウィルスン（Robert Charles Wilson）
- F・ポール・ウィルソン（Francis Paul Wilson）
- ケイト・ウィルヘルム（Kate Wilhelm）
- ヴァーナー・ヴィンジ (Vernor Vinge)
- ジョーン・D・ヴィンジ (Joan D. Vinge)
- ジョン・ウィンダム (John Wyndham)
- デイヴィッド・ウェーバー (David Weber)
- H・G・ウェルズ (Herbert George Wells)
- A・E・ヴァン・ヴォークト (A.E.van Vogt)
- カート・ヴォネガット (Kurt Vonnegut)
- ジャック・ウォマック (Jack Womack)
- ハワード・ウォルドロップ (Howard Waldrop)
- ドナルド・A・ウォルハイム (Donald A. Wollheim)
- バーナード・ウルフ (Bernard Wolfe)
- ジーン・ウルフ (Gene Wolfe)
- ジョージ・アレック・エフィンジャー (George Alec Effinger)
- キャロル・エムシュウィラー（Carol Emshwiller）
- ハーラン・エリスン（Harlan Jay Ellison）
- ブライアン・オールディス（Brian W. Aldiss）
- ローレンス・オドネル (Lawrence O'Donnell)
- チャド・オリヴァー（Chad Oliver）

#### カ行
- テリー・カー (Terry Carr)
- オースン・スコット・カード (Orson Scott Card)
- ヘンリー・カットナー (Henry Kuttner)
- レイ・カミングス (Ray Cummings)
- レイモンド・Z・ガラン（Raymond Z. Gallun）
- ジェイムズ・E・ガン (James E. Gunn)
- ヒューゴー・ガーンズバック（Hugo Gernsback）
- ウィリアム・ギブスン (William Gibson)
- グラント・キャリン (Grant D. Callin）
- ジャック・キャンベル (Jack Campbell)
- ジョン・W・キャンベル(John W. Campbell)
- エドマンド・クーパー(Edmund Cooper)
- アーサー・C・クラーク (Arthur Charles Clarke)
- マイケル・クライトン(Michael Crichton)
- O・A・クライン（Otis Adelbert Kline)
- ジョン・クリストファー（John Christopher)
- マーク・クリフトン(Mark Clifton)
- ジョージ・グリフィス（George Griffith）
- ニコラ・グリフィス（Nicola Griffith）
- ナンシー・クレス (Nancy Kress)
- ハル・クレメント(Hal Clement)
- シオドア・R・コグスウェル(Theodore R. Cogswell)
- トム・ゴドウィン(Tom Godwin)
- マイクル・コニイ(Michael Coney)
- スタントン・A・コブレンツ（Stanton A. Coblentz）

#### サ行
- ティモシイ・ザーン(Timothy Zahn)
- K・W・ジーター(K. W. Jeter)
- チャールズ・シェフィールド(Charles Sheffield)
- メアリー・シェリー(Mary Shelley)
- カート・シオドマク(Curt Siodmak)
- クリフォード・D・シマック(Clifford D. Simak)
- ダン・シモンズ (Dan Simmons)
- ロバート・シェクリイ (Robert Sheckley)
- ルーシャス・シェパード (Lucius Shepard)
- ジェイムズ・H・シュミッツ (James Henry Schmitz)
- レイモンド・F・ジョーンズ (Raymond F. Jones)
- ニール・R・ジョーンズ（Neil R. Jones）
- ギネス・ジョーンズ（Gwyneth Jones）
- ウィルマー・H・シラス (Wilmar H. Shiras)
- ロバート・シルヴァーバーグ(Robert Silverberg）
- シオドア・スタージョン (Theodore Sturgeon)
- ブルース・スターリング (Bruce Sterling)
- ブライアン・ステイブルフォード（Brian Stableford)
- ニール・スティーヴンスン (Neal Stephenson)
- アレン・スティール (Allen Mulherin Steele, Jr.)
- チャールズ・ストロス (Charles Stross)
- ノーマン・スピンラッド (Norman Richard Spinrad)
- ウェン・スペンサー（Wen Spencer）
- E・E・スミス (Edward Elmer Smith)
- コードウェイナー・スミス (Cordwainer Smith)
- ジョージ・O・スミス（George O. Smith）
- ジョン・スラデック（John Sladek）
- マイクル・スワンウィック（Michael Swanwick）
- カール・セーガン(Carl Sagan)
- フレッド・セイバーヘーゲン（Fred Thomas Saberhagen）
- ロジャー・ゼラズニイ（Roger Joseph Christopher Zelazny）
- ロバート・J・ソウヤー(Robert J. Sawyer)

#### タ行
- ウィルスン・タッカー (Arthur Wilson Tucker)
- ジョージ・ターナー（George Turner）
- E・C・タブ (Edwin Charles Tubb)
- テッド・チャン (Ted Chiang)
- ジャック・L・チョーカー (Jack L. Chalker)
- L・スプレイグ・ディ＝キャンプ (Lyon Sprague de Camp)
- アヴラム・デイヴィッドスン (Avram Davidson)
- ピーター・ディキンスン (Peter Dickinson)
- ゴードン・R・ディクスン (Gordon R. Dickson)
- ジェイムズ・ティプトリー・Jr. (James Tiptree, Jr.)
- フィリップ・K・ディック (Philip Kindred Dick)
- トマス・M・ディッシュ (Thomas Michael Disch)
- サミュエル・R・ディレイニー (Samuel R. Delany)
- ウォルター・テヴィス (Walter S. Tevis)
- レスター・デル・レイ (Lester del Rey)
- レスター・デント (Lester Dent)
- ガードナー・ドゾワ（Gardner Dozois）

#### ナ行
- デーモン・ナイト(Damon Francis Knight)
- アラン・E・ナース(Alan E. Nourse)
- リンダ・ナガタ(Linda Nagata)
- ラリー・ニーヴン (Larry Niven)
- アンドレ・ノートン(Andre Norton)

#### ハ行
- フランク・ハーバート (Frank Herbert)
- H・ビーム・パイパー (H. Beam Piper)
- ロバート・A・ハインライン (Robaert Anson Heinlein)
- ジェリー・パーネル (Jerry E. Pournell)
- スティーヴン・バクスター (Stephen Baxter)
- ルイス・パジェット (Lewis Padgett)
- T・J・バス（T. J. Bass）
- パオロ・バチガルピ（Paolo Bacigalupi）
- アルジス・バドリス（Algis Budrys）
- L・ロン・ハバード (Lafayette Ronald Hubbard)
- エドモンド・ハミルトン (Edmond Hamilton)
- ピーター・F・ハミルトン（Peter F. Hamilton）
- J・G・バラード (James Graham Ballard)
- ハリイ・ハリスン (Harry Harrison)
- M・ジョン・ハリスン（Michael John Harrison）
- ティム・パワーズ (Tim Powers)
- エドガー・ライス・バローズ (Edgar Rice Burroughs)
- エドガー・パングボーン (Edgar Pangborn)
- アレクセイ・パンシン (Alexei Panshin)
- マイクル・ビショップ（Michael Bishop）
- L・M・ビジョルド (Lois McMaster Bujold)
- フィリップ・ホセ・ファーマー (Philip José Farmer)
- ラルフ・ミルン・ファーリィ（Ralph Milne Farley）
- デイヴィッド・ファインタック (David Feintuch)
- ジャック・フィニイ (Jack Finney)
- ジャスパー・フォード (Jasper Fforde)
- ロバート・L・フォワード (Robert Lull Forward)
- フレドリック・ブラウン（Fredric William Brown）
- リイ・ブラケット (Leigh Brackett)
- レイ・ブラッドベリ (Ray Bradbury)
- マリオン・ジマー・ブラッドリー (Marion Zimmer Bradley)
- ジョン・ブラナー (John Brunner)
- クリストファー・プリースト (Christopher Priest)
- ジェイムズ・ブリッシュ (James Benjamin Blish)
- デイヴィッド・ブリン (David Brin)
- ジェイムズ・P・ブレイロック (James P. Blaylock)
- エリザベス・ベア（Elizabeth Bear）
- グレッグ・ベア (Greg Bear)
- バリントン・J・ベイリー (Barrington J. Bayley)
- アルフレッド・ベスター (Alfred Bester)
- ゼナ・ヘンダースン (Zenna Chlarson Henderson)
- グレゴリー・ベンフォード (Gregory Benford)
- ベン・ボーヴァ（Ben Bova）
- ジェイムズ・P・ホーガン (James Patrick Hogan)
- フレデリック・ポール (Frederik Pohl)
- ジョー・ホールドマン (Joe Haldeman)
- テッド・ホワイト (Ted White)
- ネルスン・ボンド (Nelson S. Bond)

#### マ行
- サム・マーウィン・ジュニア (Sam Merwin, Jr.)
- アン・マキャフリイ (Anne McCaffrey)
- ジョン・D・マクドナルド (John D.MacDonald）
- G・R・R・マーティン(George R. R. Martin)
- バリイ・N・マルツバーグ (Barry Nathaniel Malzberg)
- ウォルター・M・ミラー・ジュニア (Walter M.Miller, Jr.)
- C・L・ムーア (C. L. Moore)
- マイケル・ムアコック(Michael Moorcock)
- エリザベス・ムーン(Elizabeth Moon)
- チャールズ・エリック・メイン (Charles Eric Maine)
- リチャード・モーガン（Richard Morgan）
- ドナルド・モフィット（Donald Moffitt）
- トーマス・F・モンテレオーネ（Thomas F. Monteleone）

#### ヤ行
- ロバート・F・ヤング(Robert Franklin Young)

#### ラ行
- フリッツ・ライバー(Fritz Leiber)
- マレイ・ラインスター(Murray Leinster)
- ジョアンナ・ラス（Joanna Russ）
- ルーディ・ラッカー(Rudy Rucker)
- エリック・フランク・ラッセル(Eric Frank Russell)
- R・A・ラファティ(R.A.Lafferty )
- ハワード・フィリップス・ラヴクラフト (Howard Phillips Lovecraft)
- ジョー・R・ランズデール（Joe Richard Lansdale）
- マータ・ランドル（Marta Randall）
- ケン・リュウ（Ken Liu）
- アーシュラ・K・ル＝グウィン (Ursula Kroeber Le Guin)
- マイク・レズニック (Mike Resnick)
- アレステア・レナルズ（Alastair Reynolds）
- キース・ローマー(Keith Laumer)
- キム・スタンリー・ロビンソン(Kim Stanley Robinson)

#### ワ行
- フィリップ・ワイリー (Philip Wylie)
- スタンリイ・G・ワインボウム (Stanley G. Weinbaum)
- ピーター・ワッツ (Peter Watts)
- イアン・ワトスン (Ian Watson)

### フランス語圏
フランス
- オーギュスト・ヴィリエ・ド・リラダン (Auguste de Villiers de L'Isle-Adam)
- ジュール・ヴェルヌ (Jules Verne)
- ベルナール・ヴェルベール（英語版、フランス語版） (Bernard Werber)
- フィリップ・キュルヴァル（英語版、フランス語版） (Philippe Curval)
- ピエール・クリスタン（英語版、フランス語版） (Pierre Christin)
- ジャック・スピッツ (Jacques Spitz)
- ミシェル・ジュリ（英語版、フランス語版） (Michel Jeury)
- ルネ・バルジャベル（René Barjavel）
- ピエール・ブール (Pierre-François-Marie-Louis Boulle)
- カミーユ・フラマリオン (Nicolas Camille Flammarion)
- セルジュ・ブリュソロ (Serge Brussolo)
- ピエール・プロ（英語版、フランス語版） (Pierre Pelot)
- シラノ・ド・ベルジュラック (Savinien de Cyrano de Bergerac)
- レジス・メサック（Régis Messac）
- ロベール・メルル (Robert Merle)
- アンドレ・モーロワ (André Maurois)
- ジョルジュ・ランジュラン (George Langelaan)（イギリス国籍）
- モーリス・ルナール (Maurice Renard)
- モーリス・ルブラン (Maurice Marie Émile Leblanc)
- ギュスターヴ・ル・ルージュ (Gustave Le Rouge)
- レチフ・ド・ラ・ブルトンヌ (Nicolas Edme Restif de La Bretonne)
- アルベール・ロビダ (Albert Robida)

ベルギー
- ジャック・ステルンベール（英語版、フランス語版） (Jacques Sternberg)
- J・H・ロニー兄 (J.-H. Rosny aîné)
- ジャン・レー (Jean Ray)

### ドイツ語圏
ドイツ
- エルンスト・ヴルチェク（ドイツ語版） (Ernst Vlcek)
- アンドレアス・エシュバッハ (Andreas Eschbach)
- ハンス・クナイフェル (Hans Kneifel)
- リヒャルト・コッホ（ドイツ語版） (Richard Koch)
- パウル・シェーアバルト (Paul Karl Wilhelm Scheerbart)
- カール・ヘルベルト・シェール (Karl Herbert Scheer)
- フランク・シェッツィング (Frank Schätzing)
- クラーク・ダールトン（英語版、ドイツ語版） (Clark Darlton)
- ハンス・ドミニク（Hans Dominik）
- ハインリッヒ・ハウザー（ドイツ語版） (Heinrich Hauser)
- テア・フォン・ハルボウ (Thea von Harbou)
- ヴォルフガング・ホールバイン (Wolfgang Hohlbein)
- クルト・ラスヴィッツ（Kurd Laßwitz）

オーストリア
- ヘルベルト・W・フランケ（Herbert W. Franke）

### 北欧
スウェーデン
- P・C・ヤシルド（英語版、スウェーデン語版） (P.C. Jersild)
- サム・J・ルンドヴァル（英語版、スウェーデン語版） (Sam J. Lundwall)

### 南欧
イタリア
- リーノ・アルダーニ（英語版、イタリア語版） (Lino Aldani)
- パオロ・ヴォルポーニ (Paolo Volponi)
- イタロ・カルヴィーノ (Italo Calvino)
- エミリオ・サルガーリ (Emilio Salgari)
- ディーノ・ブッツァーティ (Dino Buzzati)

スペイン
- フワン＝ラモン・サラゴサ（スペイン語版） (Juan Ramón Zaragoza)
- フェリクス・J・パルマ（英語版、スペイン語版） (Félix J. Palma)

### 中東欧・ロシア
アルバニア
- イスマイル・カダレ (Ismail Kadare)

セルビア
- ゾラン・ジフコヴィッチ（英語版、セルビア語版） (Zoran Živković, Зоран Живковић)

チェコ
- ヤン・ヴァイス（英語版、チェコ語版） (Jan Weiss)
- カレル・チャペック (Karel Čapek)
- ヨゼフ・ネスヴァードバ（英語版、チェコ語版） (Josef Nesvadba)

ハンガリー
- カリンティ・フェレンツ (Karinthy Ferenc)
- カリンティ・フリジェシュ (Karinthy Frigyes)
- クリン・ジェルジュ (Kulin György)
- ダロス・ジェルジ（英語版、ハンガリー語版） (Dalos György)
- レンジェル・ペーテル（ハンガリー語版） (Lengyel Péter)

ブルガリア
- パーヴェル・ヴェージノフ（英語版、ブルガリア語版） (Pavel Vezhinov, Павел Вежинов)
- リューベン・ディロフ（英語版、ブルガリア語版） (Lyuben Dilov, Любен Дилов)

ポーランド
- イェジイ・ジュワフスキ (Jerzy Żuławski)
- スタニスワフ・レム (Stanislaw Lem)

ロシア
- イワン・エフレーモフ (Ivan Efremov)
- イリヤ・エレンブルグ
- ユーリ・グラズコフ
- ゲオルギー・グレーヴィッチ (Georgi Iosifovich Gurevich)
- エヴゲーニイ・ザミャーチン
- ストルガツキー兄弟 (Arkady and Boris Strugatsky)
- セルゲイ・スニェーゴフ（英語版、ロシア語版）
- マリエッタ・シャギニャン
- コンスタンチン・ツィオルコフスキー
- アナトーリイ・ドニェプロフ（Anatoliy Dnyeprov）
- アレクセイ・ニコラエヴィッチ・トルストイ (Aleksey Nikolaevich Tolstoy)
- ワレリー・ブリューソフ
- ミハイル・ブルガーコフ
- アレクサンドル・ベリャーエフ (Aleksandr Romanovich Beljaev)
- セルゲイ・ベリャーエフ
- ヴィクトル・ペレーヴィン
- アレクサンドル・ボグダーノフ
- ビタリ・メレンチェフ（Vitaliy Melent'yev）
- セルゲイ・ルキヤネンコ
- イリヤ・ワルシャフスキー (Il'ya Varshavskiy)

## 中南米
アルゼンチン
- アドルフォ・ビオイ＝カサーレス (Adolfo Bioy Casares)

キューバ
- ダイナ・チャヴィアノ (Daína Chaviano)